# Semelholstinden
De Semelholstinden is een berg behorende bij de gemeente Lom in de provincie Oppland in Noorwegen. De berg, gelegen in Nationaal park Jotunheimen, heeft een hoogte van 2147 meter.
De Semelholstinden is onderdeel van het gebergte Jotunheimen.